# جيف شيغر
جيف شيغر (من مواليد 1 ديسمبر 1943، بروكلين، مدينة نيويورك) عالم رياضيات. شيغر أستاذ في معهد كورانت لعلوم الرياضيات بجامعة نيويورك في مدينة نيويورك. اهتماماته الرئيسية هي الهندسة التفاضلية وعلاقاتها بالطوبولوجيا والتحليل، وفي عام 2021 نال على جائزة شو. 